# Mexigonus arizonensis
Mexigonus arizonensis är en spindelart som först beskrevs av Banks 1904.  Mexigonus arizonensis ingår i släktet Mexigonus och familjen hoppspindlar. Inga underarter finns listade i Catalogue of Life.